# Juma Nature
Juma Kassim Ally, meglio noto come Juma Nature o Sir Nature (Dar es Salaam, 1980), è un cantante e rapper tanzaniano.
È fra i principali esponenti del sottogenere di hip hop noto come bongo flava. È leader di una crew chiamata Wanaume, attorno a cui si sono sviluppati nel tempo gruppi estesi come la Wanaume Family, che raccoglieva molti esponenti di rilievo del bongo flava moderno (per esempio Gangwe Mobb), e aveva lo scopo di condividere idee e promuovere artisti emergenti.

## Discografia
- Nini Chanzo (2001)
- Ugali (2003)
- Ubinadamu-Kazi (2005)
- Zote History (2006)